# Didymium (myxomycète)
Pour l’article homonyme, voir Didymium (chimie).
Genre
Didymium est un genre de myxomycètes, de la famille des Didymiaceae.

## Liste d'espèces
Selon Catalogue of Life (17 septembre 2020) :
- Didymium aggregatum G.Moreno & Lizárraga, 2017
- Didymium anellus Morgan, 1894
- Didymium angularisporum J.Matsumoto, 1999
- Didymium annulisporum H.W.Keller & Schokn., 1989
- Didymium anomalum (Rostaf.) Massee, 1892
- Didymium applanatum Nann.-Bremek., 1972
- Didymium aquatile Gottsb. & Nann.-Bremek., 1971
- Didymium atrichum Henney & Alexop., 1980
- Didymium azorellae D.Wrigley, Lado & Estrada, 2018
- Didymium bahiense Gottsb., 1968
- Didymium balearicum Ing, 2000
- Didymium canariense Ing, 2000
- Didymium chilense Estrada, Lado & D.Wrigley, 2013
- Didymium chrysosporum T.N.Lakh. & K.G.Mukerji, 1979
- Didymium circumscissile K.D.Whitney & L.S.Olive, 1983
- Didymium clavodecus K.D.Whitney, 1980
- Didymium clavus (Alb. & Schwein.) Rabenh., 1844
- Didymium columellacavum Hochg., Gottsb. & Nann.-Bremek., 1989
- Didymium comatum (Lister) Nann.-Bremek., 1966
- Didymium crassicolle Ing, 1982
- Didymium crustaceum Fr., 1829
- Didymium cryptomastigophorum (R.Michel, Walochnik & Aspöck) Fiore-Donno, Kamono & Caval.-Sm., 2010
- Didymium dachnayum (G.Walker, Silberman, Karpov, Preisfeld, P.Foster, A.O.Frolov, Novozh. & Sogin) Fiore-Don, 2010
- Didymium decipiens Meyl., 1935
- Didymium delhianum T.N.Lakh. & K.G.Mukerji, 1979
- Didymium dictyopodium Nann.-Bremek. & Y.Yamam., 1986
- Didymium difforme (Pers.) Gray, 1821
- Didymium disciforme Kowalski & T.N.Lakh., 1973
- Didymium dubium Rostaf., 1874
- Didymium eremophilum M.Blackw. & Gilb., 1980
- Didymium eximium Peck, 1878
- Didymium flexuosum Yamash., 1936
- Didymium floccoides Nann.-Bremek. & Y.Yamam., 1987
- Didymium floccosum G.W.Martin, K.S.Thind & Rehill, 1959
- Didymium haretianum T.N.Lakh. & K.G.Mukerji, 1979
- Didymium inconspicuum Nann.-Bremek. & D.W.Mitch., 1989
- Didymium infundibuliforme D.Wrigley, Lado & Estrada, 2009
- Didymium intermedium J.Schröt., 1896
- Didymium iridis (Ditmar) Fr., 1829
- Didymium karstensii Nann.-Bremek., 1964
- Didymium laccatipes J.Matsumoto, 1999
- Didymium laxifilum G.Lister & J.Ross, 1943
- Didymium lenticulare K.S.Thind & T.N.Lakh., 1968
- Didymium leoninum Berk. & Broome, 1873
- Didymium leptotrichum (Racib.) Massee, 1892
- Didymium listeri Massee, 1892
- Didymium macquariense G.Moreno & S.L.Stephenson, 2006
- Didymium macrospermum Rostaf., 1874
- Didymium marineri G.Moreno, Illana & Heykoop, 1989
- Didymium martinii (T.N.Lakh.) H.Neubert, Nowotny & K.Baumann, 1995
- Didymium megalosporum Berk. & M.A.Curtis, 1873
- Didymium melanospermum (Pers.) T.Macbr., 1899
- Didymium mexicanum G.Moreno, Lizárraga & Illana, 1996
- Didymium minus (Lister) Morgan, 1894
- Didymium muscorum T.N.Lakh. & K.G.Mukerji, 1976
- Didymium nigripes (Link) Fr., 1829
- Didymium nigrisporum Nann.-Bremek., K.G.Mukerji & Pasricha, 1984
- Didymium nivicola Meyl., 1929
- Didymium nullifilum (Kowalski) M.L.Farr, 1982
- Didymium obducens P.Karst., 1868
- Didymium ochroideum G.Lister, 1931
- Didymium operculatum D.Wrigley, Lado & Estrada, 2011
- Didymium orthonemata H.W.Keller & T.E.Brooks, 1973
- Didymium panniforme J.Matsumoto, 1999
- Didymium perforatum Yamash., 1936
- Didymium pertusum Berk., 1836
- Didymium peruvianum Lado, D.Wrigley & S.L.Stephenson, 2016
- Didymium projectile T.N.Lakh. & K.G.Mukerji, 1979
- Didymium proximum Berk. & M.A.Curtis, 1873
- Didymium pseudocolumellum H.Z.Li, Yu Li & Q.Wang, 1996
- Didymium quitense (Pat.) Torrend, 1908
- Didymium radiaticolumellum Bellido, G.Moreno, Mar.Mey. & J.F.Moreno, 2017
- Didymium reticulosporum Novozh. & Zemly., 2006
- Didymium rubeopus G.Moreno, A.Castillo & Illana, 1996
- Didymium rugulosporum Kowalski, 1969
- Didymium rugulosum Berk., 1845
- Didymium saturnus H.W.Keller, 1970
- Didymium serpula Fr., 1829
- Didymium simlense T.N.Lakh. & K.G.Mukerji, 1979
- Didymium squamulosum (Alb. & Schwein.) Fr. & Palmquist, 1818
- Didymium sturgisii Hagelst., 1937
- Didymium subreticulosporum Oltra, G.Moreno & Illana, 1996
- Didymium synsporon T.E.Brooks & H.W.Keller, 1973
- Didymium tehuacanense Estrada, D.Wrigley & Lado, 2009
- Didymium trachysporum G.Lister, 1923
- Didymium tubicrystallinum Nann.-Bremek. & R.L.Critchf., 1988
- Didymium tussilaginis (Berk. & Broome) Massee, 1892
- Didymium umbilicatum D.Wrigley, Lado & Estrada, 2008
- Didymium vaccinum (Durieu & Mont.) Buchet, 1920
- Didymium vernum Kuhnt, K.Baumann & Nowotny, 2014
- Didymium verrucisporum A.L.Welden, 1954
- Didymium wildpretii Mosquera, Estrada, Beltrán-Tej., D.Wrigley & Lado, 2007
- Didymium xerophilum Lado, Estrada & D.Wrigley, 2015

Selon Index Fungorum (17 septembre 2020) :
- Didymium affine Raunk. 1890
- Didymium aggregatum G. Moreno & M. Lizárraga 2017
- Didymium anellus Morgan 1894
- Didymium angularisporum J. Matsumoto 1999
- Didymium angulatum Peck 1878
- Didymium annulatum T. Macbr. 1922
- Didymium annulisporum H.W. Keller & Schokn. 1989
- Didymium anomalum (Rostaf.) Massee 1892
- Didymium applanatum Nann.-Bremek. 1971
- Didymium aquatile Gottsb. & Nann.-Bremek. 1971
- Didymium atrichum Henney & Alexop. 1980
- Didymium aurantipes T.E. Brooks & Kowalski 1966
- Didymium australe Berk. 1855
- Didymium australe Massee 1888
- Didymium azorellae D. Wrigley, Lado & Estrada 2018
- Didymium bahiense Gottsb. 1968
- Didymium balearicum Ing 2000
- Didymium barteri Massee 1892
- Didymium bonianum Pat. 1891
- Didymium bulbillosum Berk. & Broome 1873
- Didymium calcipes (Y. Yamam. & Shuang L. Chen) Oltra 2010
- Didymium canariense Ing 2000
- Didymium candidum Schrad. 1797
- Didymium capitatum Link 1809
- Didymium chilense Estrada, Lado & D. Wrigley 2013
- Didymium chrysopeplum Berk. & M.A. Curtis 1873
- Didymium circumscissile K.D. Whitney & L.S. Olive 1983
- Didymium clavodecus K.D. Whitney 1980
- Didymium clavus (Alb. & Schwein.) Rabenh. 1844
- Didymium columbinum Berk. ex Sacc. 1888
- Didymium columella-cavum Hochg., Gottsb. & Nann.-Bremek. 1989
- Didymium comatum (Lister) Nann.-Bremek. 1966
- Didymium commutabile Berk. & Broome 1873
- Didymium complanatum Fuckel 1870
- Didymium complanatum Schrad. 1797
- Didymium confluens Rostaf. 1875
- Didymium congestum Berk. & Broome 1850
- Didymium cookei (Rostaf.) Raunk. 1890
- Didymium corticola Kuhnt 2019
- Didymium costatum Fr. 1829
- Didymium costatum Fuckel 1870
- Didymium crassicolle Ing 1982
- Didymium croceoflavum Berk. & Broome 1873
- Didymium crustaceum Fr. 1829
- Didymium cryptomastigophorum (R. Michel, Walochnik & Aspöck) Fiore-Donno, Kamono & Caval.-Sm. 2010
- Didymium cyanescens Fr. 1818
- Didymium dachnayum (G. Walker, J.D. Silberman, S.A. Karpov, A. Preisfeld, P. Foster, A.O. Frolov, Y. Novozhilov & M.L. Sogin) Fiore-Donno, Kamono & Caval.-Sm. 2010
- Didymium daedaleum Berk. & Broome 1850
- Didymium daedalum Schrad. 1797
- Didymium decipiens Meyl. 1935
- Didymium delhianum T.N. Lakh. & Mukerji 1979
- Didymium dictyopodium Nann.-Bremek. & Y. Yamam. 1986
- Didymium difforme (Pers.) Gray 1821
- Didymium disciforme Kowalski & T.N. Lakh. 1973
- Didymium discoideum K.S. Thind & H.S. Sehgal 1964
- Didymium discoideum Rostaf. 1875
- Didymium dubium Rostaf. 1875
- Didymium echinosporum Massee 1892
- Didymium effusum Fr. 1829
- Didymium elegantissimum Massee 1892
- Didymium eremophilum M. Blackw. & Gilb. 1980
- Didymium erythrinum Berk. 1873
- Didymium excelsum Lister & E. Jahn 1902
- Didymium eximium Peck 1878
- Didymium fairmanii Sacc. 1889
- Didymium filamentosum Wallr. 1833
- Didymium flavidum Peck 1876
- Didymium flexuosum Yamash. 1936
- Didymium floccoides Nann.-Bremek. & Y. Yamam. 1987
- Didymium floccosum G.W. Martin, K.S. Thind & Rehill 1959
- Didymium fuckelianum Rostaf. 1874
- Didymium fulvellum Massee 1892
- Didymium fulvipes Fr. 1825
- Didymium fulvum Sturgis 1917
- Didymium furfuraceum (Schumach.) Fr. 1829
- Didymium geaster Link 1816
- Didymium glaucum W. Phillips 1877
- Didymium gyrocephalum Mont. 1837
- Didymium haretianum T.N. Lakh. & Mukerji 1979
- Didymium hemisphaericum Fuckel 1870
- Didymium hemisphaericum Wallr. 1833
- Didymium herbarum Fr. 1829
- Didymium humile Hazsl. 1872
- Didymium hypnophilum Massee 1885
- Didymium inconspicuum Nann.-Bremek. & D.W. Mitch. 1989
- Didymium infundibuliforme D. Wrigley, Lado & Estrada 2009
- Didymium intermedium J. Schröt. 1896
- Didymium iridis (Ditmar) Fr. 1829
- Didymium karstensii Nann.-Bremek. 1964
- Didymium labyrinthiforme G.W. Martin, Lodhi & N.A. Khan 1960
- Didymium laccatipes J. Matsumoto 1999
- Didymium laxifilum G. Lister & J. Ross 1943
- Didymium lenticulare K.S. Thind & T.N. Lakh. 1969
- Didymium leoninum Berk. & Broome 1873
- Didymium leptotrichum (Racib.) Massee 1892
- Didymium leucopus Link 1809
- Didymium libertianum (Fresen.) de Bary 1864
- Didymium linkii Fr. & Palmquist 1818
- Didymium liquidum Payer 1850
- Didymium listeri Massee 1892
- Didymium lobatum (Spreng.) Schwein. 1832
- Didymium lobatum Nees 1816
- Didymium longipes Massee 1892
- Didymium luteogriseum Berk. & M.A. Curtis 1873
- Didymium macquariense G. Moreno & S.L. Stephenson 2006
- Didymium macrospermum Rostaf. 1875
- Didymium marginatum (Schumach.) Fr. 1829
- Didymium marineri G. Moreno, Illana & Heykoop 1989
- Didymium martinii (T.N. Lakh.) H. Neubert, Nowotny & K. Baumann 1995
- Didymium masseeanum Sacc. & P. Syd. 1899
- Didymium megalosporum Berk. & M.A. Curtis 1873
- Didymium melanopus Fr. 1829
- Didymium melanopus Wallr. 1833
- Didymium melanospermum (Pers.) T. Macbr. 1899
- Didymium mexicanum G. Moreno, Lizárraga & Illana 1996
- Didymium microcarpum (Fr.) Rostaf. 1875
- Didymium microcephalum Chevall. 1837
- Didymium minus (Lister) Morgan 1894
- Didymium muscicola Link 1816
- Didymium muscorum T.N. Lakh. & Mukerji 1976
- Didymium neapolitanum Ces. 1881
- Didymium nectriiforme Berk. & M.A. Curtis 1873
- Didymium neglectum Berk. & Broome 1873
- Didymium neglectum Massee 1892
- Didymium nigripes (Link) Fr. 1829
- Didymium nigrisporum Nann.-Bremek., Mukerji & Pasricha 1984
- Didymium nigrum Krzemien. 1960
- Didymium nivicola Meyl. 1921
- Didymium nullifilum (Kowalski) M.L. Farr 1982
- Didymium obducens P. Karst. 1868
- Didymium obrusseum Berk. & M.A. Curtis 1868
- Didymium ochroideum G. Lister 1931
- Didymium operculatum D. Wrigley, Lado & Estrada 2011
- Didymium orthonemata H.W. Keller & T.E. Brooks 1973
- Didymium ossicola Pat. 1888
- Didymium ovoideum Nann.-Bremek. 1958
- Didymium oxalinum Peck 1876
- Didymium panniforme J. Matsumoto 1999
- Didymium paraguayense Speg. 1886
- Didymium parasiticum Sacc. & P. Syd. 1899
- Didymium parietale G.W. Martin & T.E. Brooks 1938
- Didymium perforatum Yamash. 1936
- Didymium pertusum Berk. 1836
- Didymium peruvianum Lado, D. Wrigley & S.L. Stephenson 2016
- Didymium physarioides Klotzsch
- Didymium physaroides (Link) Link 1816
- Didymium physaroides (Pers.) Fr. 1818
- Didymium physaroides Mont. 1848
- Didymium platense Speg. 1898
- Didymium platypus Hazsl. 1872
- Didymium plicatum Corda 1839
- Didymium polymorphum Mont. 1837
- Didymium polymorphum Mont. 1842
- Didymium porphyropus Durieu & Mont. 1849
- Didymium praecox de Bary 1861
- Didymium projectile T.N. Lakh. & Mukerji 1979
- Didymium proximum Berk. & M.A. Curtis 1873
- Didymium pruinosum Berk. & M.A. Curtis 1868
- Didymium pseudocolumellum H.Z. Li, Yu Li & Q. Wang 1996
- Didymium quitense (Pat.) Torrend 1908
- Didymium radiaticolumellum F. Bellido, G. Moreno, M. Meyer & J.F. Moreno 2017
- Didymium radiatum Berk. & M.A. Curtis 1868
- Didymium ramosum Duby 1830
- Didymium ravenelii Berk. & M.A. Curtis 1873
- Didymium reticulatum Berk. & Broome 1876
- Didymium reticulosporum Novozh. & Zeml. 2006
- Didymium rubeopus G. Moreno, A. Castillo & Illana 1996
- Didymium rufipes Fr. 1829
- Didymium rugulosporum Kowalski 1969
- Didymium rugulosum Berk. 1845
- Didymium saturnus H.W. Keller 1970
- Didymium scrobiculatum Berk. 1845
- Didymium serpula Fr. 1829
- Didymium simlense T.N. Lakh. & Mukerji 1979
- Didymium simulans Howe 1875
- Didymium sinapinum Cooke 1877
- Didymium sowerbyi Berk. 1836
- Didymium spumarioides Fr. 1829
- Didymium squamulosum (Alb. & Schwein.) Fr. 1818
- Didymium stellare Pers. 1801
- Didymium stellare Schrad. 1797
- Didymium sturgisii Hagelst. 1937
- Didymium subcastaneum Romell 1895
- Didymium subreticulosporum Oltra, G. Moreno & Illana 1996
- Didymium subroseum Peck 1876
- Didymium synsporon H.W. Keller & T.E. Brooks 1973
- Didymium tehuacanense Estrada, D. Wrigley & Lado 2009
- Didymium tenerrimum Berk. & M.A. Curtis 1868
- Didymium tenue Pat. 1888
- Didymium terrestre Fr. 1836
- Didymium trachysporum G. Lister 1922
- Didymium trichodes Link 1816
- Didymium trochus Lister 1898
- Didymium tubicrystallinum Nann.-Bremek. & R.L. Critchf. 1988
- Didymium tubulatum E. Jahn 1919
- Didymium tussilaginis (Berk. & Broome) Massee 1892
- Didymium umbilicatum D. Wrigley, Lado & Estrada 2008
- Didymium vaccinum (Durieu & Mont.) Buchet 1920
- Didymium vernum A. Kuhnt, K. Baumann & Nowotny 2014
- Didymium verrucisporum A.L. Welden 1954
- Didymium versipelle Fr. 1829
- Didymium virgineum Massee 1892
- Didymium wallrothii Rabenh. 1844
- Didymium weinmannii Fr. 1829
- Didymium wilczekii Meyl. 1908
- Didymium wildpretii Mosquera, Estrada, Beltrán-Tej., D. Wrigley & Lado 2007
- Didymium xerophilum Lado, Estrada & D. Wrigley 2015
- Didymium zeylanicum Berk. & Broome 1873
- Didymium zeylanicum Berk. 1854